# 罗德里戈·迭戈
罗德里戈·迭戈·洛佩斯（西班牙語：Rodrigo Diego Lopez，1996年12月2日—）生于瓜达拉哈拉，是一名墨西哥男子跳水运动员，主攻跳板项目。他最初梦想成为足球选手，但后来发觉到自己水平不够，于是在大约七八岁的时候决定放弃足球，开始练习跳水。2014年，他开始在国际赛场上取得一定成就，在四项国际赛事中取得八枚奖牌，后来，他进入瓜达拉哈拉自治大学修读政治科学和公共管理专业。